# Introducció a l'evolució
Aquest article és una introducció accessible al tema del qual tracta. L'article principal és Evolució.
L'evolució és el procés de canvi en totes les formes de vida al llarg de les generacions, i la biologia evolutiva és l'estudi de com i per què té lloc l'evolució. Un organisme hereta caràcters dels seus pares a través dels gens. Canvis (anomenats mutacions) en aquests gens poden produir un nou caràcter en el descendent d'un organisme. Si el nou caràcter fa que aquest descendent s'adapti millor al seu ambient, tindrà més èxit a l'hora de sobreviure i reproduir-se. Aquest procés rep el nom de selecció natural, i fa que els caràcters útils esdevinguin més comuns. Després de moltes generacions, una població pot adquirir tants caràcters nous que es converteix en una nova espècie.
La comprensió de la biologia evolutiva comença amb la publicació l'any 1859 de l'obra de Charles Darwin L'origen de les espècies. A més, el treball de Gregor Mendel amb les plantes contribuí a entendre els patrons hereditaris de la genètica. Això portà a una comprensió dels mecanismes de l'herència. Descobriments posteriors sobre la manera en què muten els gens, així com avenços en la genètica de poblacions, revelaren més detalls de com té lloc l'evolució. Els científics tenen actualment una bona comprensió de l'origen d'espècies noves, procés anomenat especiació; han observat aquest procés tant al laboratori com en el camp. Aquesta visió moderna de l'evolució és la teoria principal que utilitzen els científics per comprendre la vida.

## La idea de Darwin: evolució per selecció natural
Charles Darwin desenvolupà la idea que cada espècie s'ha desenvolupat a partir d'avantpassats amb característiques similars, i el 1838 descrigué com un procés que ell anomenà selecció natural podria fer que passés això. La idea de Darwin de com funciona l'evolució es basava en les observacions següents:
1. Si tots els individus d'una espècie es reproduïssin amb èxit, la població d'aquesta espècie augmentaria de manera descontrolada.
2. Les poblacions tendeixen a tenir una mida similar d'un any a l'altre.
3. Els recursos ambientals són limitats.
4. En una determinada espècie no existeixen dos individus que siguin exactament idèntics.
5. Gran part d'aquesta variació en una població pot ser transmesa als descendents.
Darwin deduí que, com que els organismes produeixen més descendents dels que el seu ambient pot mantenir, hi ha d'haver una lluita competitiva per la supervivència – només uns quants individus de cada generació poden sobreviure. Darwin s'adonà que no era únicament la sort la que determinava la supervivència. De fet, la supervivència depèn dels caràcters de cada individu i de si aquests caràcters contribueixen o perjudiquen la supervivència i la reproducció. Els individus ben adaptats tenen més probabilitats de deixar més descendents que els seus competidors menys ben adaptats. Darwin s'adonà que les capacitats desiguals dels individus a l'hora de sobreviure i reproduir-se podien causar canvis graduals en les poblacions. Els caràcters que contribueixen al fet que un organisme sobrevisqui i es reprodueixi s'acumularien al llarg de les generacions. En canvi, els que fessin més difícil la supervivència i la reproducció desapareixerien. Darwin utilitzà el terme «selecció natural» per referir-se a aquest procés.
Les observacions de variacions en animals i plantes formaren la base de la teoria de la selecció natural. Per exemple, Darwin observà que les orquídies i insectes tenen una relació propera que permet la pol·linització de les plantes. Remarcà que les orquídies tenen una varietat d'estructures que atrauen els insectes – de manera que el pol·len de les flores s'enganxava al cos dels insectes. D'aquesta manera, els insectes transporten el pol·len d'una orquídia mascle a una femella. Malgrat l'aparença elaborada de les orquídies, aquestes parts especialitzades es componen de les mateixes estructures bàsiques que formen altres flors. Darwin proposà que les flors de les orquídies no representaven l'obra d'un enginyer intel·ligent, sinó que estaven adaptades a partir de parts preexistents, a través de la selecció natural.
Darwin encara estava investigant i experimentant amb les seves idees de selecció natural quan rebé una carta d'Alfred Wallace que descrivia una teoria molt similar a la seva. Això portà a una publicació conjunta immediata d'ambdues teories. Tant Wallace com Darwin veien la història de la vida com un arbre genealògic, on cada bifurcació en les branques dels arbres representa un avantpassat comú. Les puntes de les branques representaven les espècies modernes, mentre que les branques representaven els avantpassats comuns que comparteixen moltes espècies diferents. Per explicar aquestes relacions, Darwin afirmava que tots els organismes vius estan relacionats, i que això implicava que totes les formes de vida descendien d'unes poques formes, o fins i tot d'un únic avantpassat comú. Denominà aquest procés «descendència amb modificació».
El 1859 Darwin publicà L'origen de les espècies, on descrivia de manera detallada la seva teoria de l'evolució per selecció natural. La seva teoria afirma que totes les formes de vida, incloent-hi els humans, són el producte de processos naturals continus. La implicació que totes les formes de vida de la Terra comparteixen un avantpassat comú s'ha trobat amb crítiques d'alguns grups religiosos que encara avui en dia creuen que les diferents formes de vida es deuen a una creació especial. Les seves objeccions contrasten amb el nivell de suport per la teoria, recolzada per més del 99% de la comunitat científica avui en dia.

## Origen de la variació
La teoria de Darwin de la selecció natural posà les bases de la teoria evolutiva moderna, i els seus experiments i observacions mostraren que els organismes d'una mateixa població eren diferents els uns dels altres, que algunes d'aquestes variacions eren heretades, i que aquestes diferències estaven influïdes per la selecció natural. Tanmateix, no podria explicar l'origen d'aquestes variacions. Com molts dels seus predecessors, Darwin cregué erròniament que els caràcters heretables eren un producte d'ús i desús, i que els caràcters adquirits durant la vida d'un organisme podien ser transmesos als seus descendents. En buscà exemples, com ara ocells que s'alimentaven a terra enfortint les potes a través de l'exercici, i perdent la força a les ales per no volar fins que, com l'estruç, ja no podien volar.
Aquest error rebé el nom d'herència dels caràcters adquirits i fou part de la teoria de la transmutació de les espècies postulada el 1809 per Jean-Baptiste Lamarck. A finals del segle xix, aquesta teoria es conegué amb el nom de lamarckisme. Darwin creà una teoria sense èxit que anomenà pangènesi per intentat explicar com es podien heretar les característiques adquirides. A la dècada del 1880, els experiments d'August Weismann indicaren que els canvis per ús i desús no es podien heretar, i el lamarckisme perdé gradualment suport.
La informació que mancava per explicar com es transmeten caràcters nous d'un organisme als seus descendents fou proporcionada pel treball del pioner de la genètica Gregor Mendel. Els experiments de Mendel amb diverses generacions de pèsols demostraren que l'herència funciona separant i recombinant informació hereditària durant la formació de cèl·lules sexuals, i reformulant aquesta informació durant la fertilització. Això és com mesclar diferents mans de cartes, i cada organisme rep la meitat de cartes a l'atzar d'un pare, i l'altra meitat de la mare. Mendel denominà aquesta informació «factors»; tanmateix, més endavant se'ls conegué com a gens. Els gens són les unitats bàsiques de l'herència en els organismes vivents. Contenen la informació que dirigeix el desenvolupament físic i el comportament dels organismes.
Els gens es componen d'ADN, una llarga molècula portadora d'informació. Aquesta informació està codificada en la seqüència de nucleòtids de l'ADN, igual que la seqüència de lletres en les paraules porta informació en una pàgina. Els gens són com instruccions curtes compostes de les «lletres» de l'alfabet de l'ADN. En conjunt, la totalitat d'aquests gens proporciona prou informació com per servir de «manual d'instruccions» per construir i mantenir un organisme, Tanmateix, les instruccions codificades per aquest alfabet d'ADN poden ser alterades per mutacions, cosa que pot modificar les instruccions que porten el gens. Dins d'una cèl·lula, els gens es troben dins de cromosomes, que són paquets portadors d'ADN, i dins dels quals els gens es troben arranjats com els fils d'una corda. La recombinació dels cromosomes és el que resulta en combinacions úniques dels gens en els descendents.
Tot i que aquesta mena de mutacions de l'ADN són a l'atzar, la selecció natural no és un procés que depèn de la sort; l'ambient determina la probabilitat d'èxit reproductiu. El producte final de la selecció natural són organismes que estan adaptats al seu ambient actual. La selecció natural no implica progrés vers una meta. L'evolució no es dirigeix necessàriament vers formes de vida més avançades, més intel·ligents o més sofisticades. Per exemple, les puces (paràsits mancats d'ales) descendeixen de mecòpters alats ancestrals, i les serps són sargantanes que ja no necessiten potes – tot i que les pitons encara desenvolupen estructures minúscules que són els vestigis de les potes posteriors dels seus avantpassats. Els organismes són simplement el resultat de variacions que tenen èxit o no, segons les condicions ambientals del seu temps.
Els canvis ambientals ràpids solen causar extincions. De totes les espècies que han existit a la Terra, el 99,9% estan actualment extintes. Des que la vida començà a la Terra, hi ha hagut cinc grans extincions en massa que han provocat grans i sobtades baixes en la diversitat d'espècies. La més recent, l'extinció del Cretaci-Paleogen, tingué lloc fa 65 milions d'anys, i ha atret més atenció que la resta perquè exterminà els dinosaures.
Cal tenir clar que a la natura no existeix cap cursa cap a l'adaptació per poder sobreviure en un medi canviant. Els organismes no evolucionen per adaptar-se al medi, sinó que tenen més probabilitats de reproduir-se els que ja estan adaptats. Les modificacions genètiques que permeten l'adaptació tenen lloc abans que el medi canviï. Si fos a l'inrevés, els organismes s'extingirien abans de poder adaptar-se.

## Síntesi moderna
La síntesi evolutiva moderna fou el resultat de la fusió de diversos camps científics diferents en una comprensió cohesionada de la teoria evolutiva. A les dècades del 1930 i del 1940 es feren esforços per unir la teoria darwiniana de la selecció natural, la investigació en l'herència, i la comprensió del registre fòssil en un model explicatiu unificat. L'aplicació dels principis de la genètica a poblacions naturals, per part de científics com ara Theodosius Dobzhansky i Ernst Mayr, avançaren la comprensió dels processos de l'evolució. L'obra del 1937 de Dobzhansky Genetics and the Origin of Species fou un pas important a l'hora d'omplir el buit entre la genètica i la biologia de camp. Mayr, basant-se en la comprensió dels gens i observacions directes dels processos evolutius en el treball de camp, introduí el concepte d'espècie biològica, que defineix una espècie com un grup de poblacions que crien entre elles o que poden fer-ho, i que estan reproductivament aïllades de la resta de poblacions. El paleontòleg George Gaylord Simpson contribuí a incorporar les investigacions paleontològiques, que revelaven un patró consistent amb el camí bifurcable i no direccional de l'evolució dels organismes predit per la síntesi moderna.
La síntesi moderna emfatitza la importància de les poblacions com a unitat de l'evolució, el paper central de la selecció natural com a mecanisme evolutiu més important, i la idea del gradualisme per explicar com es desenvolupen grans canvis com a resultat de l'acumulació de canvis petits al llarg de períodes llargs de temps.

## Proves de l'evolució

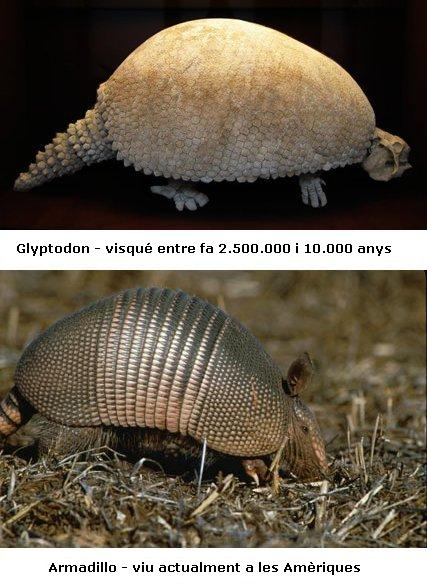
Durant el segon viatge del Beagle, el naturalista Charles Darwin recollí fòssils a Sud-amèrica, i trobà fragments de cuirassa que li semblaven versions gegants de les escates dels armadillos moderns, que viuen a prop. Quan tornà, l'anatomista Richard Owen li mostrà que els fragments pertanyien a l'enorme cingulat extint Glyptodon, proper als armadillos. Aquest fou un dels patrons de distribució que ajudaren Darwin a desenvolupar la seva teoria.

Les proves científiques de l'evolució provenen de molts aspectes de biologia, i inclouen els fòssils, les estructures homòlogues, i semblances moleculars entre l'ADN de les espècies.

### Registre fòssil
Les investigacions en el camp de la paleontologia, l'estudi dels fòssils, recolza la idea que tots els organismes vivents estan relacionats. Els fòssils proporcionen proves que els canvis acumulats en els organismes al llarg de períodes llargs de temps han portat a la diversitat de formes de vida que existeix avui en dia. Un fòssil revela l'estructura d'un organisme i les relacions entre les espècies actuals i les extintes, permetent als paleontòlegs construir un arbre genealògic per totes les formes de vida de la Terra.
La paleontologia moderna començà amb l'obra de Georges Cuvier (1769-1832). Cuvier remarcà que, en roques sedimentàries, cada capa contenia un grup específic de fòssils. Les capes més profundes, que segons ell eren les més antigues, contenien formes de vida més simples. Remarcà que moltes formes de vida del passat ja no estan presents avui en dia. Una de les contribucions més reeixides de Cuvier a la comprensió del registre fòssil fou establir l'extinció com un fet. En un intent d'explicar les extincions, Cuvier proposà la idea de «revolucions» o catastrofisme, en què especulava que havien tingut lloc catàstrofes geològiques al llarg de la història de la Terra, exterminant grans nombres d'espècies. La teoria de les revolucions de Cuvier fou posteriorment substituïda per les teories uniformitarianes, notablement les de James Hutton i Charles Lyell, que argumentaven que els canvis geològics de la Terra són graduals i consistents. Tanmateix, els indicis actuals del registre fòssil recolza el concepte d'extincions en massa. Com a resultat, la idea general del catastrofisme ha tornat a emergir com a hipòtesi vàlida, com a mínim per explicar alguns dels canvis ràpids en les formes de vida que apareixen en el registre fòssil.
S'ha descobert i identificat un nombre molt gran de fòssils. Aquests fòssils serveixen de registre cronològic de l'evolució. El registre fòssil ofereix exemples d'espècies de transició que demostren lligams antics entre les formes de vida del passat i del present.
Un d'aquests fòssils de transició és l'arqueòpterix, un organisme primitiu que tenia les característiques distintives d'un rèptil, però amb les plomes d'un ocell. Aquest descobriment implica que els rèptils moderns i els ocells es desenvoluparen a partir d'un avantpassat comú.

### Anatomia comparada
La comparació de les semblances entre organismes en la seva forma o en l'aparença de les parts que els componen, és a dir, la seva morfologia, ha estat des de fa molt de temps una manera de classificar les formes de vida en grups molt propers. Això es pot fer comparant l'estructura d'organismes adults de diferents espècies o comparant els patrons de creixement, divisió i fins i tot migració de les cèl·lules durant el desenvolupament d'un organisme.
Taxonomia
La taxonomia és la branca de la biologia que dona nom a tots els éssers vius i els classifica. Els científics utilitzen semblances morfològiques i genètiques per ajudar-los a categoritzar les formes de vida basant-se en les relacions ancestrals. Per exemple, els orangutans, goril·les, ximpanzés i humans pertanyen tots al mateix grup taxonòmic denominat família – en aquest cas, la família dels homínids. S'agrupa aquests animals a causa de les similituds morfològiques que venen d'una descendència comuna (denominada «homologia»).
La presència d'estructures homòlogues ofereix una important prova de l'evolució: es tracta d'estructures existents en espècies diferents que ja no efectuen la mateixa tasca però que comparteixen una estructura similar. En són un exemple els membres anteriors dels mamífers. Els membres anteriors dels humans, gats, balenes i ratapinyades tenen tots estructures òssies sorprenentment similars. Tanmateix, en cada espècie desenvolupen una tasca diferent. Els mateixos ossos que formen les ales d'un ocell, que serveixen per volar, també formen les aletes d'una balena, que serveixen per nedar. Un «disseny» d'aquest tipus no té gaire sentit si no estan relacionats, sinó formats separadament per cada tasca diferent. La teoria de l'evolució explica aquestes estructures homòlogues: els quatre animals comparteixen un avantpassat comú, i cadascun ha experimentat canvis al llarg de moltes generacions. Aquests canvis estructurals han produït membres anteriors adaptats per fer tasques diferents.
Embriologia

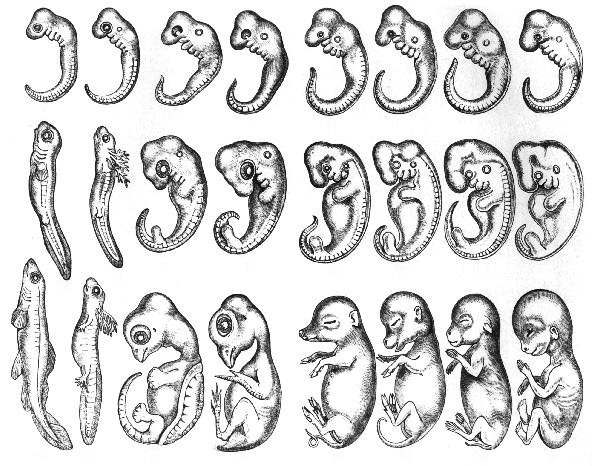
Seguit d'embrions de diverses espècies on s'observen les seves similituds al començament de la gestació.

En alguns casos, la comparació a nivell anatòmic d'estructures dels embrions de dues o més espècies ofereix proves d'una descendència comuna que pot no ser òbvia en les formes adultes. A mesura que es desenvolupa l'embrió, aquestes homologies poden desaparèixer de la vista, i les estructures poden adoptar diverses funcions. Una de les bases de la classificació del grup dels vertebrats (que inclou els humans) és la presència d'una cua (que s'estén més enllà de l'anus) i faringotremes. Ambdues estructures apareixen en algun moment del desenvolupament embrionari, però no sempre són evidents en les formes adultes.
Degut a les similituds morfològiques presents en embrions de diferents espècies durant el seu desenvolupament, en el passat es cregué que els organismes repeteixen la seva història evolutiva en el seu estat embrionari. Es creia que els embrions humans passaven per un estadi amfibi, i després un estadi reptilià, abans de completar el seu desenvolupament com a mamífers. Aquesta repetició (anomenada sovint «teoria de la recapitulació») no té el suport de les proves científiques. El que sí que passa és que els primers estadis del desenvolupament són similars en grans grups d'organismes. En estadis molt inicials, per exemple, tots els vertebrats semblen extremament similars, però no s'assemblen exactament a cap espècie ancestral. A mesura que continua el desenvolupament, emergeixen característiques específiques d'aquest patró bàsic.
Estructures vestigials
Les homologies inclouen un grup únic d'estructures compartides denominades «estructures vestigials». Es tracta de parts de l'anatomia que tenen poc o gens de valor per l'organisme que les posseeix. Aquestes estructures aparentment il·lògiques són les restes d'òrgans que tenien un paper important en formes ancestrals. En són un exemple els cetacis, que tenen petits ossos vestigials que semblen les restes dels ossos de les potes dels seus avantpassats, que caminaven per terra. Els humans també tenen estructures vestigials, incloent-hi els músculs de l'orella, els queixals del seny, l'apèndix, l'os de la cua, el pèl corporal (incloent-hi la pell de gallina) i el plec semilunar de l'angle de l'ull. Les estructures vestigials també es donen a nivell de l'ADN, motiu pèl qual la major part de l'ADN no és funcional.
Evolució convergent

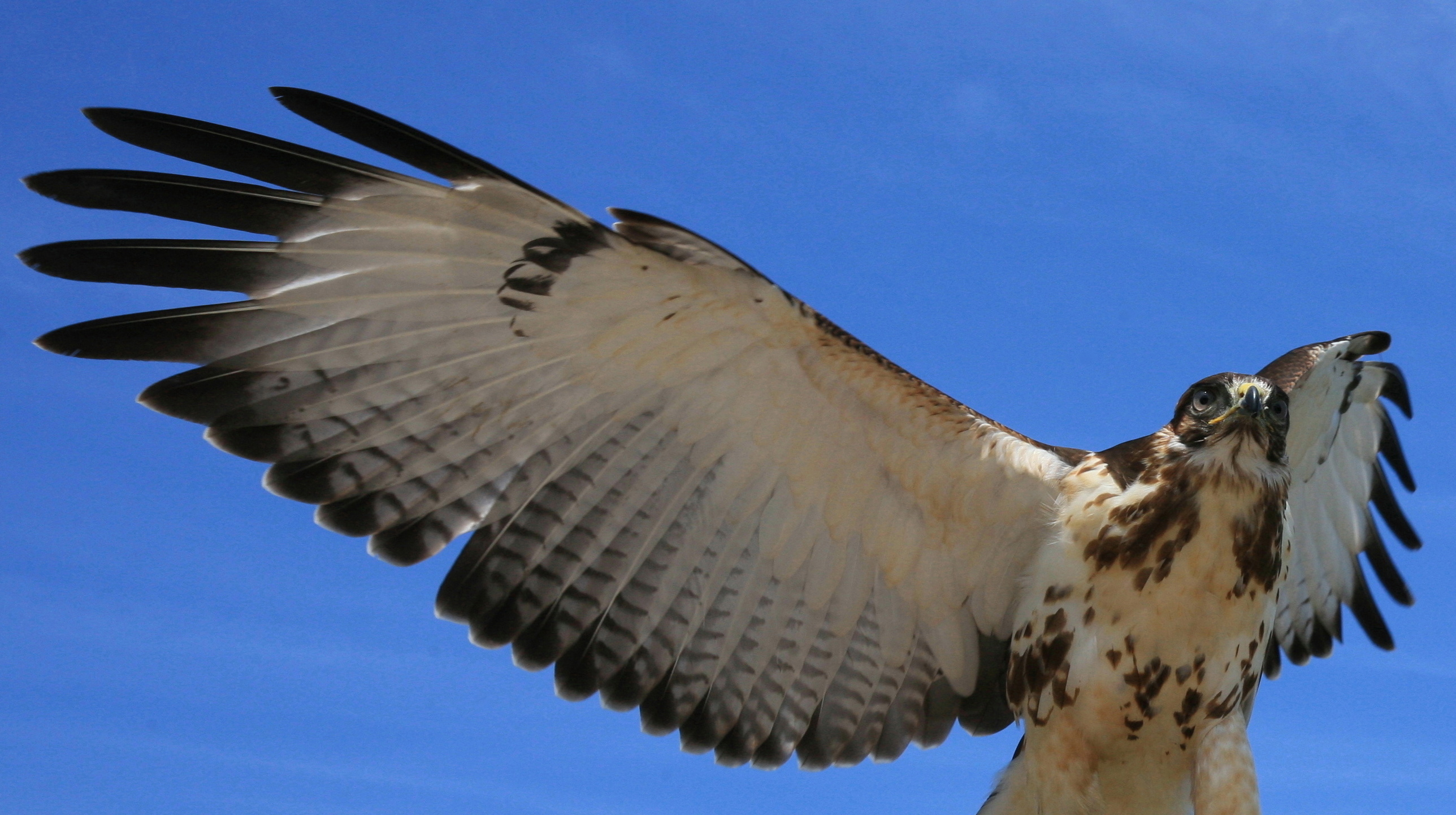
Les ales dels ocells i de les ratapinyades són exemples d'evolució convergent.

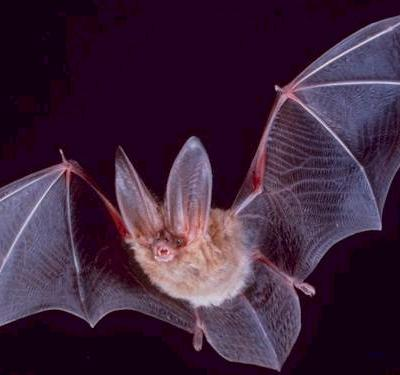
Els ratpenats són mamífers en què els ossos de les potes anteriors s'han adaptat per volar.

Les comparacions anatòmiques poden dur a errors, car no totes les similituds anatòmiques indiquen una relació propera. Els organismes que viuen en ambients similars desenvoluparan sovint característiques físiques similars, un procés conegut com a 'evolució convergent'. Tant els taurons com els dofins tenen formes corporals similars, però només tenen una relació distant – els taurons són peixos i els dofins són mamífers. Aquestes semblances són el resultat de fet que ambdues poblacions han estat exposades a les mateixes pressions selectives. Dins d'ambdós grups s'han afavorit els canvis que ajuden a nedar. Així, al llarg del temps, han desenvolupat una aparença (morfologia) similar, tot i que no són parents propers.

### Biologia molecular

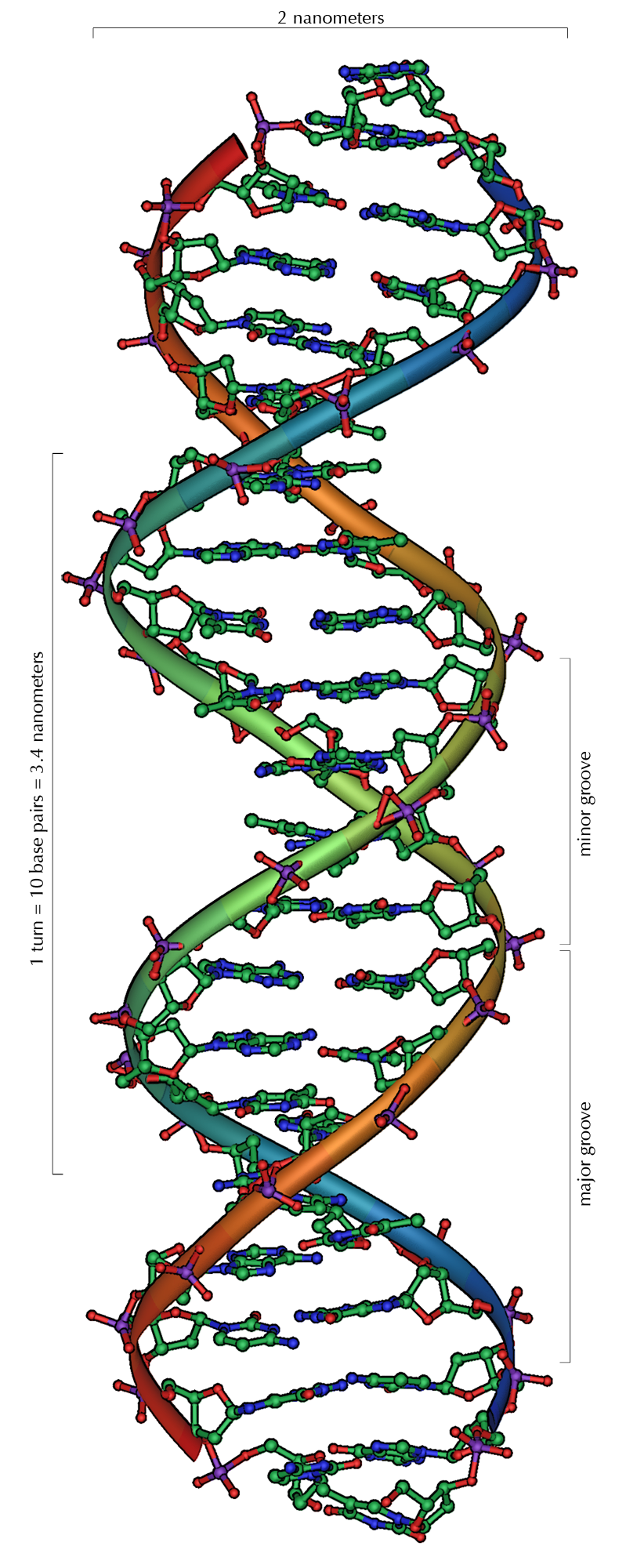
Perfil transversal de l'ADN.

Tots els organismes vius contenen molècules d'ADN que porten informació genètica. Els gens són les parts de l'ADN que porten aquesta informació, i determinen les propietats d'un organisme. Els gens determinen l'aparença general d'un individu i, en certa manera, el seu comportament. Si dos organismes tenen una relació propera, el seu ADN serà molt similar. D'altra banda, com més distant sigui la relació entre dos organismes, més diferències tindran. Per exemple, els germans tenen una relació propera i tenen l'ADN molt similar, mentre que els cosins tenen una relació més distant i tenen moltes més diferències en l'ADN. Les similituds en l'ADN s'utilitzen per determinar les relacions entre espècies més o menys de la mateixa manera que s'utilitzen per determinar les relacions entre individus. Per exemple, la comparació dels ximpanzés amb els goril·les i els humans demostren que hi ha una similitud del 96% en l'ADN dels humans i dels ximpanzés. Les comparacions de l'ADN indiquen que els humans i els ximpanzés tenen una relació més propera entre si que qualsevol d'aquestes dues espècies amb els goril·les.
El camp de la sistemàtica molecular es concentra en mesurar les semblances en les molècules i en utilitzar aquesta informació per esbrinar com estan relacionats evolutivament parlant diferents tipus d'organismes. Aquestes comparacions han permès als biòlegs construir un arbre genealògic de la vida a la Terra. Fins i tot han permès als científics revelar les relacions entre organismes els avantpassats comuns dels quals visqueren fa tant de temps que no queda cap similitud real en l'aparença dels organismes.

### Coevolució
La coevolució és un procés en què dues o més espècies influeixen en l'evolució l'una de l'altra. Tots els organismes estan influïts per les formes de vida que els envolten; tanmateix, en la coevolució hi ha proves que els caràcters genèticament determinats de cada espècie resulten directament de la interacció entre els dos organismes.
Un cas extensament documentat de coevolució és la relació entre Pseudomyrmex, un tipus de formiga, i l'acàcia, una planta que la formiga utilitza per alimentar-se i refugiar-se. La seva relació és tan propera que ha dut a l'evolució d'estructures i comportaments especials en ambdós organismes. La formiga defensa l'acàcia contra els herbívors i elimina les llavors de plantes competidores del terra del bosc. A canvi, la planta ha desenvolupat grans pues que les formigues utilitzen per protegir-se i parts especials de la flor que es mengen les formigues.
Aquesta coevolució no implica que les formigues i l'arbre decidissin comportar-se de manera altruista. En realitat, en una població, petits canvis genètics tant en les formigues com en l'arbre beneficiaven els dos organismes. Aquest benefici produí una probabilitat lleugerament superior que la característica fos transmesa a la propera generació. Al llarg del temps, mutacions successives han creat la relació que es pot observar avui en dia.

### Selecció artificial

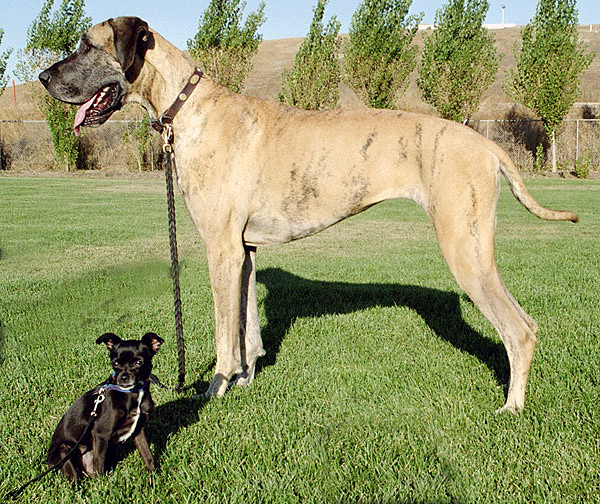
Els resultats d'una selecció artificial: una mescla de chihuahua i un gran danès.

La selecció artificial és la cria controlada de plantes i animals domèstics i d'altres éssers vius (majoriariament unicel·Lulars) en els laboratoris pel seu estudi. Els humans decideixen quin animal o planta es reproduirà, i quins descendents sobreviuran; així doncs, determinen quins gens seran transmesos a les generacions futures. El procés de selecció artificial ha tingut un impacte significatiu en l'evolució dels animals domèstics. Les diferències en mida entre el chihuahua i el gran danès són el resultat d'una selecció artificial. Malgrat la seva aparença física tan diferent, aquestes races i tots els altres gossos evolucionaren a partir d'uns pocs gossos domesticats pels humans en el que actualment és la Xina fa menys de 15.000 anys.
La selecció artificial ha produït una gran varietat de plantes. En el cas del blat de moro, la investigació genètica recent suggereix que la domesticació tingué lloc fa 10.000 anys al centre de Mèxic. Abans de domesticar-la, la part comestible de la forma salvatge era petita i difícil de recollir. Actualment, The Maize Genetics Cooperation • Stock Center manté una col·lecció de més de deu mil variacions genètiques del blat de moro que s'han desenvolupat a través de mutacions i variacions cromosòmiques a l'atzar a partir de la forma salvatge original.
En la selecció artificial, la nova raça o varietat que apareix és la que té mutacions a l'atzar que són atractives pels humans, mentre que en la selecció natural l'espècie supervivent és la que té mutacions a l'atzar que li són útils en el seu ambient no humà. Tant en la selecció natural com en l'artificial, les variacions són el resultat de mutacions a l'atzar, i els processos genètics implicats són essencialment els mateixos. Darwin observà amb cura els resultats de la selecció artificial en animals i plantes per formar molts dels seus arguments en favor de la selecció natural. Gran part del seu llibre L'origen de les espècies estava basat en aquestes observacions de les múltiples varietats de colom domèstic creades per selecció artificial. Darwin suggerí que si els humans podien produir canvis dramàtics en els animals domèstics en períodes curts de temps, la selecció natural, si se li donen milions d'anys, podria produir les diferències que s'observen en els éssers vius de l'actualitat.

## Espècies

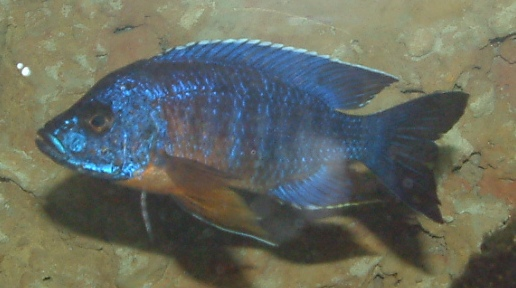
Hi ha moltes espècies de cíclids que presenten variacions significatives en la morfologia.

Donades les circumstàncies apropiades, i amb prou temps, l'evolució porta a l'aparició de noves espècies. Els científics han tingut dificultats per trobar una definició precisa i exhaustiva d'allò que és una espècie. Ernst Mayr (1904-2005) definí una espècie com una població o un grup de poblacions els membres de la qual poden potencialment reproduir-se els uns amb els altres per produir una descendència fèrtil i viable (és a dir, que els membres d'una espècie no poden produir una descendència fèrtil i viable amb membre d'una altra espècie). La definició de Mayr ha trobat una gran acceptació entre els biòlegs, però no és aplicable a organismes com ara els bacteris, que es reprodueixen de manera asexual.
L'especiació és l'esdeveniment de divergència de llinatges que resulta en la formació de dues espècies distintes a partir d'una única població ancestral comuna. Un mètode d'especiació àmpliament acceptat és l'especiació al·lopàtrica. L'especiació al·lopàtrica comença quan una població es queda geogràficament aïllada. Processos geològics, com ara l'emergència de serralades, la formació de canyons, o la inundació de ponts de terra per canvis en el nivell del mar poden resultar en la separació de les poblacions. Perquè tingui lloc l'especiació, la separació ha de ser significativa, perquè l'intercanvi genètic entre les dues poblacions quedi completament interromput. En els seus ambients separats, els grups genèticament aïllats seguiran el seu propi camí evolutiu. Cada grup acumularà diferents mutacions i serà sotmès a diferents pressions selectives. Els canvis genètics acumulats poden resultar en poblacions separades que ja no poden reproduir-se l'una amb l'altra si es tornen a reunir. Les barreres que eviten la interreproducció poden ser o bé prezigòtiques (eviten l'aparellament o la fertilització) o postzigòtiques (obstacles després de la fertilització). Si ja no és possible l'interreproducció, les dues poblacions seran considerades espècies diferents.
Habitualment, el procés d'especiació és lent, desenvolupant-se al llarg de períodes molt llargs; així doncs, les observacions directes en una vida humana són rares. Tanmateix, s'ha observat l'especiació en organismes actuals, i les especiacions del passat queden registrades en els fòssils. Els científics han documentat la formació de cinc noves espècies de cíclid a partir d'un únic avantpassat comú que quedà aïllat de la població mare al llac Nagubago fa menys de 5.000 anys. En aquest cas, la prova de l'especiació era la morfologia (aparença física) i la manca d'interreproducció natural. Aquests peixos tenen rituals d'aparellament complexos i una varietat de coloracions; els lleugers canvis introduïts en les espècies noves han modificat el procés de selecció de parella i no s'ha aconseguit convèncer les cinc formes noves perquè s'aparellin les unes amb les altres.

## Diferents visions del mecanisme evolutiu
| James Hutton    |
| James Hutton    |
| Richard Dawkins |
| Richard Dawkins |

La teoria de l'evolució és àmpliament acceptada dins de la comunitat científica, servint per enllaçar les diverses subdisciplines de la biologia. L'evolució ofereix una base científica sòlida al camp de la biologia. La significança de la teoria de l'evolució queda descrita òptimament pel títol d'un article de Theodosius Dobzhansky (1900-1975), publicat a American Biology Teacher; «Nothing in Biology Makes Sense Except in the Light of Evolution» (En biologia res no té sentit excepte sota la llum de l'evolució). Tanmateix, la teoria de l'evolució no és estàtica. Hi ha un gran debat dins de la comunitat científica en referència als mecanismes que hi ha darrere el procés evolutiu. Per exemple, el ritme al qual té lloc l'evolució encara és tema de debat. A més, hi ha opinions conflictives quant a quina és la unitat principal de canvi evolutiu – l'organisme o el gen.

### Ritme de canvi
Existeixen dos punts de vista quant al ritme de canvi evolutiu. Darwin i els seus contemporanis veien l'evolució com un procés lent i gradual. Els arbres evolutius es basen en la idea que les grans diferències entre espècies són el resultat de molts canvis petits acumulats al llarg de períodes llargs.
La visió que l'evolució és gradual es basa en les obres del geòleg James Hutton (1726-1797) i la seva teoria denominada «gradualisme». La teoria de Hutton suggereix que els grans canvis geològics són el producte cumulatiu de l'operació relativament lenta de processos que encara es poden veure operar avui en dia, en contrast amb el catastrofisme, que promou la idea que els canvis sobtats tenien causes que ja no es poden veure en acció. S'adoptà una perspectiva uniformitària pels canvis biològics. Aquesta visió pot semblar contradir el registre fòssil, que mostra proves de l'aparició sobtada de noves espècies, que llavors conserven la mateixa forma durant períodes llargs. El paleontòleg Stephen Jay Gould (1940-2002) desenvolupà un model que suggereix que l'evolució, tot i ser un procés lent en termes humans, passa períodes de canvis relativament ràpids en un període de només uns quants milers o milions d'anys, alternant-ho amb períodes llargs d'estabilitat relativa, un model denominat «equilibri puntuat» i que explica el registre fòssil sense contradiure les idees de Darwin.

### Unitat de canvi
Entre els biòlegs existeix un consens general que la unitat de selecció en l'evolució és l'organisme, i que la selecció natural serveix o bé per millorar o bé per empitjorar el potencial reproductiu d'un individu. Així doncs, l'èxit reproductiu es pot mesurar per la quantitat de descendents supervivents d'un organisme. La teoria de l'organisme ha estat disputada per una varietat de biòlegs i de filòsofs. Richard Dawkins (nascut el 1941) suggereix que es pot guanyar informació si es mira l'evolució des del punt de vista del gen; és a dir, que la selecció natural desenvolupa un mecanisme evolutiu sobre els gens a més dels organismes. Al seu llibre del 1976 The Selfish Gene, explica:
| « | Els individus no són coses estables, són efímers. Els cromosomes també queden recombinats fins l'oblit, igual que les mans de cartes poc després de ser repartides. Tanmateix, les cartes sí que sobreviuen a la mescla. Les cartes són els gens. Els gens no són destruïts pels creuaments; simplement canvien de parella i continuen endavant. És clar que continuen endavant. És la seva feina. Ells són els replicadors i nosaltres som les seves màquines de supervivència. Quan hem complit la nostra feina som descartats. Els gens són els habitants del temps geològic: els gens són eterns. | » |

Altres científics veuen la selecció operant a múltiples nivells, no només a un únic nivell d'organisme o de gen; per exemple, Stephen Jay Gould proposà una perspectiva jeràrquica de la selecció.

## Resum
Diverses observacions bàsiques estableixen la teoria de l'evolució, que explica la diversitat i les relacions de tots els éssers vius. Hi ha variacions genètiques dins una població d'individus. Alguns d'ells, per atzar, tenen característiques que els permeten sobreviure i prosperar més que altres individus. Els individus que sobreviuen tenen més possibilitats de deixar descendència pròpia. Aquesta descendència pot heretar la característica útil.
L'evolució no és un procés aleatori. Mentre que les mutacions són aleatòries, la selecció natural no ho és. L'evolució és el resultat inevitable d'organismes autoreplicants amb còpies imperfectes reproduint-se durant milers de milions d'anys sota la pressió selectiva de l'ambient. El resultat de l'evolució no és un organisme perfectament dissenyat. El resultat és simplement un individu que pot sobreviure més i reproduir-se amb més èxit que els seus veïns en un ambient determinat. Els fòssils, el codi genètic i la distribució particular de la vida a la Terra ofereixen un registre de l'evolució i demostren la descendència comuna de tots els organismes, tant els vius com els extints. L'evolució pot ser observada directament en la selecció artificial, la cria selectiva de certs caràcters en plantes i animals domèstics. Les diverses races de gats, gossos, cavalls i plantes agriculturals són exemples de l'evolució.
Tot i que alguns grups han criticat la teoria de l'evolució, les proves observacionals i els experiments al llarg d'un segle per part de milers de científics recolzen l'evolució. El resultat de quatre mil milions d'anys d'evolució és la diversitat de formes de vida del planeta Terra, amb un nombre estimat d'1,75 milions d'espècies diferents existents en l'actualitat.